# Jacob Hersant
 (avril 2025).
Jacob Hersant est un militant néonazi australien et dirigeant du mouvement néonazi National Socialist Network (NSN). Il est impliqué dans plusieurs affaires judiciaires relatives à ses activités néonazies. En novembre 2024, il devient la première personne en Australie condamnée à une peine de prison pour avoir effectué un salut nazi.

## Rôle au sein du National Socialist Network
Jacob Hersant est un dirigeant du National Socialist Network,. Hersant contribue à établir des liens internationaux pour le groupe, notamment en mettant en contact l'ancien dirigeant de la section australienne des Proud Boys Jarrad Searby (en) avec le néonazi russe Denis Kapoustine.

## Affaires judiciaires
Il participe en mai 2021 à l'attaque d'un groupe de randonneurs dans le parc d'État de Cathedral Range, près de Melbourne, aux côtés de Thomas Sewell (en). En octobre 2023, Hersant est condamné à 200 heures de travaux d'intérêt général pour ces faits de violence. Immédiatement après l'audience, Hersant prononce « heil Hitler » et commence à faire un salut nazi devant les médias présents devant le tribunal, puis s'arrête en rappelant que ce geste venait d'être interdit par une loi australienne entrée en vigueur une semaine plus tôt.
Il est arrêté en juillet 2024 à Melbourne lors d'une manifestation non autorisée, lors de laquelle environ 30 hommes masqués et vêtus de noir déploient une bannière réclamant des déportations massives. Il est inculpé pour conduite publique gravement offensante.
En raison de son salut nazi d'octobre 2023, il est condamné à un mois de prison en novembre 2024 et devient la première personne condamnée à de la prison en Australie pour avoir effectué à un salut nazi. Son avocat interjette un appel contestant la validité constitutionnelle de la loi, qu'il considère comme « anti-blanche » et contraire à la liberté d'expression politique,.
Le même mois, il fait l'objet d'une enquête pour un incident survenu en octobre 2024, où il aurait participé avec d'autres membres du NSN à des actes d'intimidation dans un parking, déguisés en membres du Ku Klux Klan.
En avril 2025, Jacob Hersant perturbe la cérémonie de la journée de l'ANZAC au Shrine of Remembrance à Melbourne en huant et criant pendant la cérémonie de Welcome to Country (en). Identifié et escorté hors du site par la police, Hersant est interpellé pour trouble à l'ordre public.